# Ana Oliván
Ana Beatriz Oliván Olvera es una deportista mexicana que compitió en taekwondo. Ganó una medalla de bronce en el Campeonato Panamericano de Taekwondo de 2014 en la categoría de –46 kg.

## Palmarés internacional
| Campeonato Panamericano | Campeonato Panamericano | Campeonato Panamericano | Campeonato Panamericano |
| Año                     | Lugar                   | Medalla                 | Categoría               |
| ----------------------- | ----------------------- | ----------------------- | ----------------------- |
| 2014                    | Aguascalientes (México) | Medalla de bronce       | –46 kg                  |